# Wilbert McClure
Pour les articles homonymes, voir McClure.
Wilbert McClure est un boxeur américain né le 29 octobre 1938 à Toledo (Ohio) et mort le 6 août 2020.

## Carrière
Vainqueur des Golden Gloves dans la catégorie poids moyens en 1959 puis champion des États-Unis amateur des super-welters en 1959 et 1960, Wilbert McClure remporte la médaille d'or aux Jeux panaméricains de Chicago en 1959 et devient champion olympique aux Jeux de Rome en 1960 après sa victoire en finale contre l'Italien Carmelo Bossi. Il passe professionnel l'année suivante mais sans résultats probants. Il met un terme à sa carrière en 1970 sur un bilan de 24 victoires, 8 défaites et 1 match nul.

## Parcours auxJeux olympiques
Jeux olympiques d'été de 1960 à Rome (poids super-welters) :
- Bat Francis Nyagweso (Ouganda) 5-0
- Bat Celedonio Lima (Argentine) 3-2
- Bat Boris Lagutin (URSS) 3-2
- Bat Carmelo Bossi (Italie) 4-1